# 慈雲寺 (横浜市)
慈雲寺（じうんじ）は、神奈川県横浜市港北区仲手原二丁目にある日蓮宗の寺院。山号は観行山。旧本山は大本山池上本門寺 、池上・大坊顕の字法縁。

## 歴史
創建年代、開山、開基は未詳であるが、『新編武蔵風土記稿』によれば慶長17年6月17日（1612年7月15日）銘の棟札が残るという。明治元年1月7日（1868年1月31日）の神奈川町の大火で罹災し、古記録を焼失した。大正14年（1925年）、日量（25世）の代に境内を神奈川小学校（横浜市神奈川区東神奈川二丁目35-1）の敷地として横浜市へ譲渡し、現在地へ移転した。

## 境内
- 本堂

## 歴代
- 日詔（14世）[2]
- 日量（25世）[1]